# Feuerkugel vom 21. September 2012
Die Feuerkugel vom 21. September 2012 war ein unerwartetes, spektakuläres Himmelsereignis, das in den späten Abendstunden zahlreiche Menschen in Mittel- und Nordeuropa erschreckte und faszinierte. Noch ist unklar, ob es sich nicht eventuell auch um verglühenden Weltraummüll gehandelt haben könnte. Darüber hinaus wurde ein Zusammenhang zu einem ähnlichen Phänomen in Nordamerika wenige Stunden später untersucht, von dem vermutet wurde, dass es sich um dasselbe Objekt gehandelt haben könnte.

## Beobachtungen
Gegen 23:34 Uhr (alle Angaben MESZ) wurde von zahlreichen Augenzeugen und stationären Kameras in den südlichen Landesteilen Finnlands eine schnell in westliche Richtung ziehende Feuerkugel registriert. Sie bewegte sich dabei nach Angaben des finnischen Mathematikers Esko Lyytinen in einer anfänglichen Höhe von ungefähr 80 Kilometern. Gesichtet wurde sie zwischen Helsinki im Süden, Oulu im Norden, Turku im Westen und Kerimäki im Osten.
Später tauchte der Bolide auch am Nachthimmel über Norddeutschland auf und wurde beispielsweise in Bremen, Osnabrück und Lingen (Ems) gesichtet. Er präsentierte sich dabei gelb-grünlich leuchtend mit einem langen weiß-orangefarbenen Schweif. Es ist davon auszugehen, dass er etwa in Höhe der Elbmündung die Küstenlinie passierte und gen Nordwesten weiter über die Nordsee zog. Nachdem aus den Niederlanden – etwa aus Almelo, Rhenen und Uden – ebenfalls entsprechende Observationen gemeldet wurden, überquerte der Feuerball in der Folge Nordengland, die Isle of Man und gegen 23:55 Uhr Irland, wo schließlich die mit Abstand meisten Sichtungen erfolgten. Zu diesem Zeitpunkt war das Objekt jedoch bereits in zahlreiche Fragmente zerbrochen, die zunächst noch im Verbund flogen und sich dann immer weiter voneinander entfernten. Der Bolide konnte überall auf den Britischen Inseln wahrgenommen werden, seine Sichtbarkeit reichte bis zu den Shetlands.
Je nach Standort variierte die Dauer der Sichtbarkeit des Boliden teilweise erheblich. Tim O’Brian vom Jodrell-Bank-Radioobservatorium veranschlagte sie auf zirka 40 Sekunden.

## Herkunft, Verbleib und Zusammenhang
„I have never seen anything like it before in my life.“

Besonders im Vereinigten Königreich sowie in Irland, wo das Ereignis zahllose Anrufe besorgter Bürger bei Behörden und Rettungsdiensten zur Folge hatte und eine breite Medienrezeption erfuhr, meldeten sich binnen weniger Stunden mehrere Experten mit ihren Hypothesen hinsichtlich der Herkunft des Objektes zu Wort. 
Der Astronom und Moderator der BBC-Two-Sendung Stargazing Live, Mark Thompson, zum Beispiel äußerte, es hätte sich höchstwahrscheinlich um Weltraummüll – etwa einen abstürzenden alten künstlichen Satelliten – gehandelt. Als Argument führte er unter anderem die Färbung an, die nicht charakteristisch für einen Meteor beziehungsweise Meteoroiden sei, die sonst in der Regel eine weißliche Schweifspur besäßen. Die gleiche Meinung vertrat auch Tim O’Brian, der der BBC sagte, die Feuerkugel hätte sich mit einer Geschwindigkeit von ungefähr 18.000 Kilometern pro Stunde fortbewegt. Ihre verhältnismäßig lange Sichtbarkeit deute seiner Meinung nach auf verglühenden Weltraumschrott hin. David Moore, Vorsitzender des populären Astronomie-Clubs Astronomy Ireland, gab O’Brian insofern Recht, als dass auch er anmerkte, dass das Phänomen für gewöhnliche atmosphärische Niedergänge zu langsam gewesen sei. Er wies aber auch darauf hin, dass es für die Aufrechterhaltung der Weltraumschrott-Hypothese in die falsche Richtung gezogen sei. Dies stimmt allerdings nur, falls es sich nicht um einen der seltenen Satelliten auf retrograden Umlaufbahnen gehandelt hat. 
Esko Lyytinen ist sich sicher, die Bruchstücke des Boliden hätten zumindest über Europa nicht die Atmosphäre bis zu einem möglichen Einschlag auf der Erdoberfläche durchdrungen, sondern wären vielmehr nach Westen weiter gezogen. Er hält es für möglich, dass es sich bei einer Feuerkugel, die 155 Minuten später über den Vereinigten Staaten und Kanada auftauchte, um ein und dasselbe Objekt gehandelt habe. Demnach sei der Bolide über Europa mit verhältnismäßig langsamen 13 km/s in die Atmosphäre eingetreten – was nur geringfügig mehr als der Fluchtgeschwindigkeit entspricht. Das Abbremsen und Anglühen durch die Reibung der Atmosphäre verringerte die Geschwindigkeit auf 9,2 km/s; Lyytinen berechnete, dass das Objekt an seinem erdnächsten Punkt eine Höhe von 53 Kilometern erreichte. Die niedrige Geschwindigkeit in Kombination mit dem Eintrittswinkel führte zu einer Krümmung der Trajektorie durch die Erdgravitation. Dies ermöglichte eine außergewöhnlich lange Atmosphärenpassage. Laut Lyytinen verließ der Bolide westlich von Irland wieder die Atmosphäre, verblieb aber in einem Erdorbit. Möglicherweise absolvierte er anschließend eine komplette Erdumrundung, bevor über Nordamerika der Wiedereintritt erfolgte. Dort konzentrierte sich die Mehrzahl der Sichtungen auf Neuengland und die kanadische Provinz Québec, aber auch aus Florida und von der Westküste kamen entsprechende Meldungen. Unterstützt wird diese Hypothese unter anderem vom Luft- und Raumfahrttechniker und Meteorexperten Robert D. Matson, der unabhängig vom Finnen ebenfalls berechnete, dass der Bolide am Ende der in Europa zu beobachtenden Bahn wieder an Höhe gewann. Am 7. Oktober gleichen Jahres gab Matson bekannt, dass man übereingekommen sei, dass zwischen beiden Himmelsereignissen doch kein Zusammenhang bestehe.